# Bryan Muir

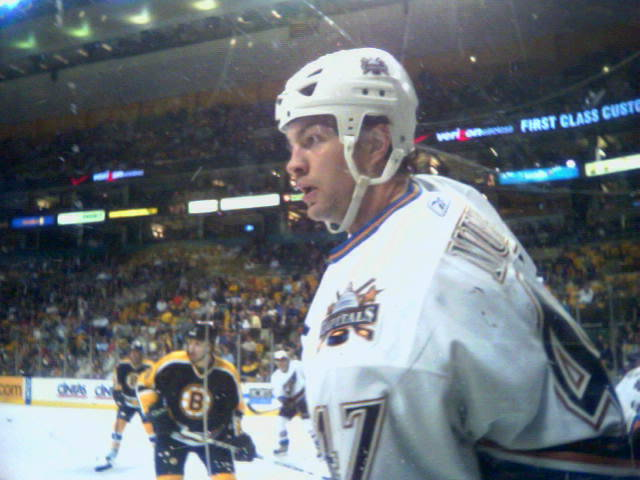
Bryan Muir

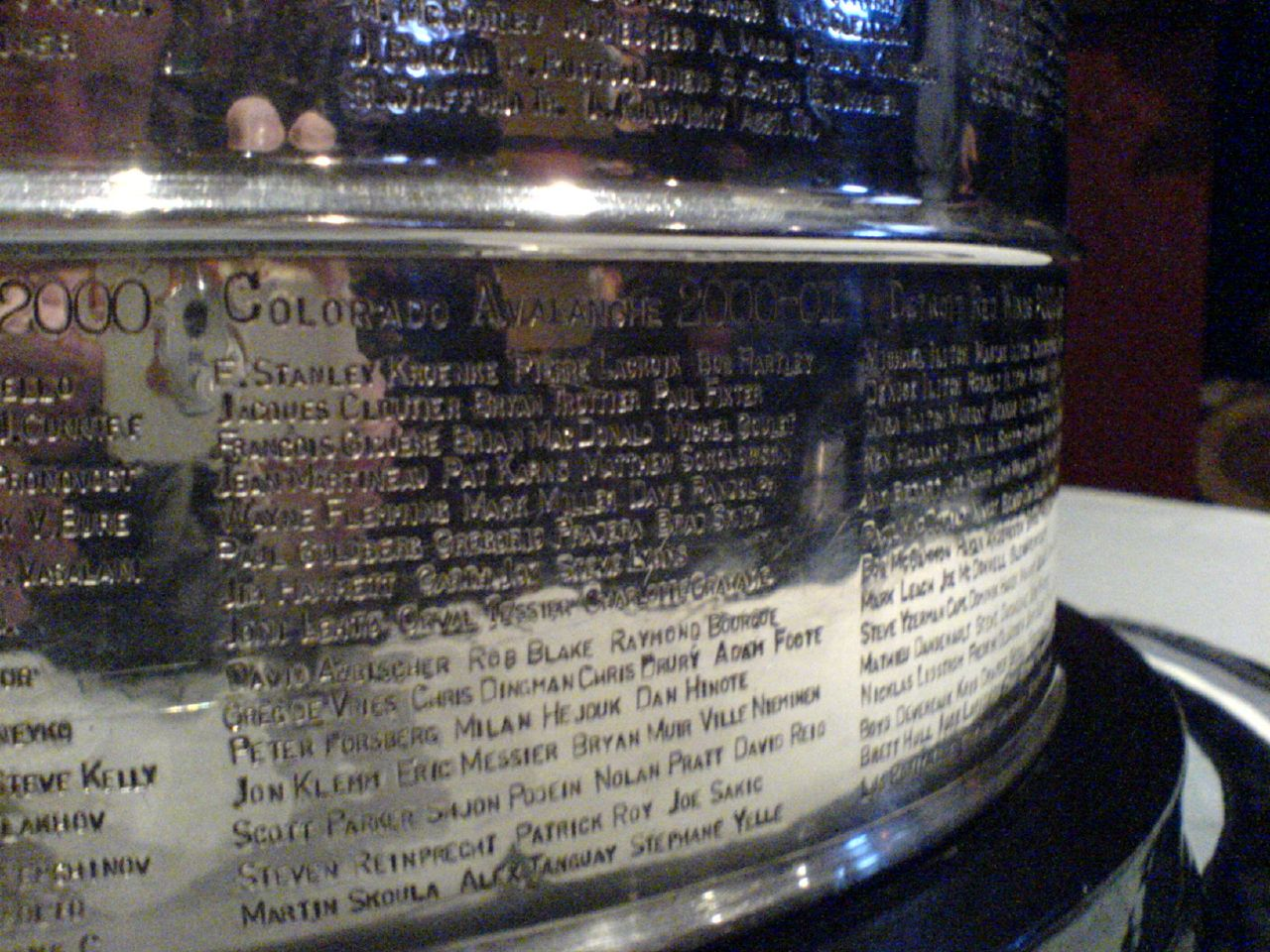
Die eingravierten Namen des Colorado-Meisterkaders von 2001 auf dem Stanley Cup (Muir 4. Reihe v.u., 2.v.r.)

Bryan Muir (* 8. Juni 1973 in Winnipeg, Manitoba) ist ein ehemaliger kanadischer Eishockeyspieler, der zwischen Januar und März 2009 bei den Frankfurt Lions aus der Deutschen Eishockey Liga unter Vertrag stand.

## Spielerkarriere
Der 1,93 m große Verteidiger begann seine Karriere im Team der University of New Hampshire im Spielbetrieb der National Collegiate Athletic Association, bevor er 1995 von den Edmonton Oilers verpflichtet wurde.
In Edmonton kam er jedoch recht selten zum Einsatz, die meiste Zeit spielte er bei den Hamilton Bulldogs, einem Farmteam der Oilers in der American Hockey League. Nach seinem Engagement in Kanada wechselte Muir 1998 zu den New Jersey Devils, weitere NHL-Stationen waren die Chicago Blackhawks und die Tampa Bay Lightning. Während der Saison 2000/01 stieß der Kanadier zu den Colorado Avalanche, mit denen er 2001 zum ersten Mal in seiner Karriere den Stanley Cup gewinnen konnte. Während der Lockout-Saison 2004/05 spielte Bryan Muir sowohl bei MODO Hockey in der schwedischen Elitserien als auch bei den Espoo Blues in Finnland. Über die Los Angeles Kings gelangte Muir schließlich vor der Saison 2005/06 zu den Washington Capitals, wo er zunächst Stammspieler wurde. Nachdem er in der Saison 2007/08 keinen einzigen NHL-Einsatz absolviert hatte, wechselte der Kanadier in die neu gegründete Kontinentale Hockey-Liga zum HK Dinamo Minsk. Den belarussischen Klub verließ der Verteidiger nach nur einem halben Jahr, als er Anfang Januar 2009 einen Vertrag bei den durch viele Verletzungen in der Defensive beeinträchtigten Frankfurt Lions bis zum Saisonende unterschrieb.

## Erfolge und Auszeichnungen
- 2001 Stanley-Cup-Gewinn mit der Colorado Avalanche
- 2004 AHL All-Star Classic
- 2004 AHL First All-Star Team

## Karrierestatistik
(Legende zur Spielerstatistik: Sp oder GP = absolvierte Spiele; T oder G = erzielte Tore; V oder A = erzielte Assists; Pkt oder Pts = erzielte Scorerpunkte; SM oder PIM = erhaltene Strafminuten; +/− = Plus/Minus-Bilanz; PP = erzielte Überzahltore; SH = erzielte Unterzahltore; GW = erzielte Siegtore; 1 Play-downs/Relegation; Kursiv: Statistik nicht vollständig)